# Frederick Sheffield
Frederick Sheffield (26 tháng 2 năm 1902 - 8 tháng 5 năm 1971) là một vận động viên đua thuyền người Mỹ sinh ra ở thành phố New York. Anh đã cùng đội tuyển đua thuyền Mỹ tham dự Olympics mùa hè năm 1924 và danh huy chương vàng ở vị trí thứ tám.